# Imperial War Museum Duxford

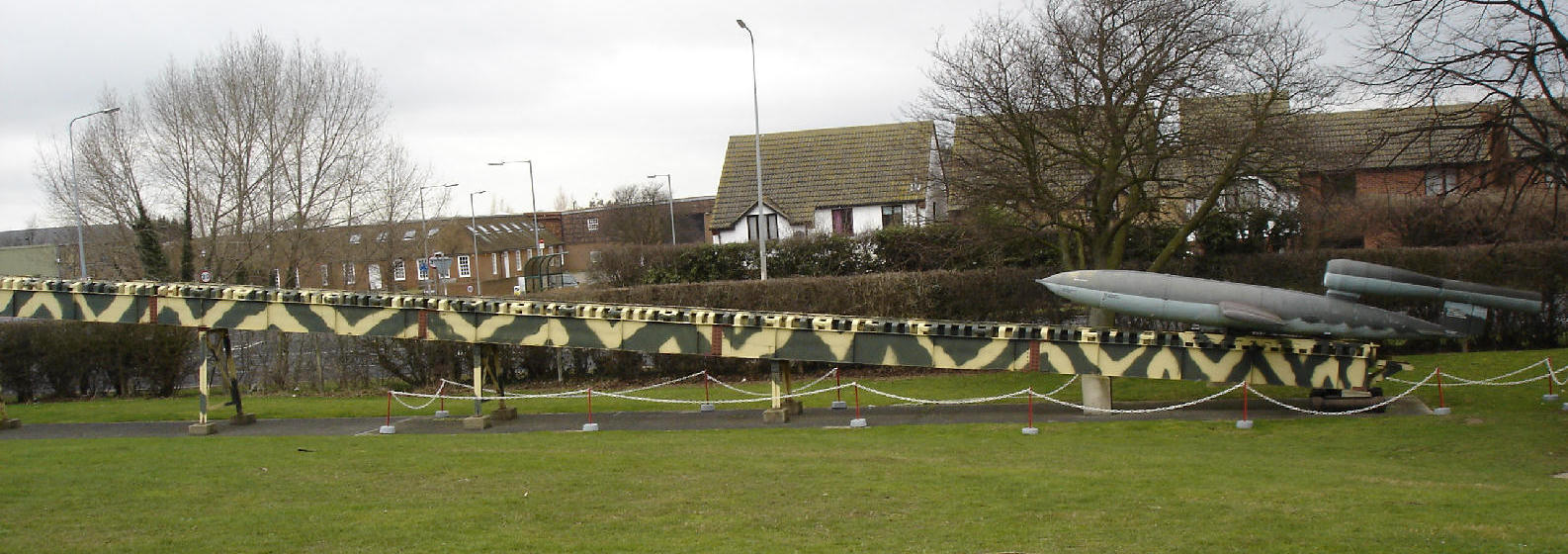
V1 w ekspozycji muzeum Duxford

Imperial War Museum Duxford – muzeum wojskowe koło Duxford, w Anglii, oddział Imperial War Museum.
Wojskowe lotnisko w Duxford jest jednym z pierwszych zbudowanych w Wielkiej Brytanii. Powstało podczas I wojny światowej. Po utworzeniu w 1918 Royal Air Force (z połączenia Royal Naval Air Service i RFC Royal Flying Corps) lotnisko w Duxford funkcjonowało początkowo jako baza szkoleniowa sił powietrznych. Lotniskiem myśliwskim Duxford zostało w 1924 goszcząc dywizjony 19, 29 i III.
W 1938 Duxford zostało pierwszą bazą lotniczą wyposażoną w myśliwce Mark Spitfire I, w które jako pierwszy przezbrojono 19 dywizjon.
W czasie bitwy o Anglię na lotnisku w Duxford stacjonował m.in. polski dywizjon 302 wyposażony w samoloty Hurricane.
W 1943 lotnisko przekazano amerykańskim siłom powietrznym, które wykorzystywały je dla samolotów Thunderbolt i Mustang osłaniających bombowce udające się nad terytorium niemieckiej Rzeszy.
Duxford było lotniskiem trawiastym, jednakże stacjonujący na nim Amerykanie wyposażyli je w pas startowy z perforowanej stali.
Umożliwiło to wykorzystanie go przez RAF po wojnie jako bazy dla myśliwców odrzutowych Gloster Meteor. W 1951 wybudowano pas betonowy. Stacjonujący wówczas na lotnisku dywizjon 64 wyposażono w samoloty Gloster Javelin.
Kiedy rozpoczęła się era myśliwców ponaddźwiękowych, ze względu na położenie lotniska nie zdecydowano się na kosztowne modernizacje wymagane dla obsługi tego typu samolotów. Wojsko opuściło Duxford w 1961.
Przyszłość lotniska wahała się aż do roku 1977. Proponowano m.in. przekształcenie go w ośrodek sportowy i więzienie.
W 1977 Duxford przekształcono w muzeum lotnictwa.
Dziś można w Duxford podziwiać kolekcję lotniczą obejmującą zarówno samoloty z okresu I i II wojny światowej jak i egzemplarze wojskowych i cywilnych maszyn odrzutowych, m.in. Concorde'a (jedna z maszyn testowych początkowej serii), bombowiec Vulcan, różne modele pasażerskich Avro.
Bogata kolekcja samolotów amerykańskich obejmuje m.in.: B-17, B-29, B-52, Blackbirda, F-15 i wiele innych maszyn.
Muzeum posiada także hangar z ekspozycją broni lądowej, prezentującą m.in. wiele egzemplarzy czołgów i pojazdów opancerzonych.
Jedną z największych atrakcji Duxford jest możliwość obserwacji procesu rekonstrukcji historycznych maszyn, który jest prowadzony w hangarze dostępnym dla zwiedzających.
Muzeum posiada latające egzemplarze takich samolotów jak Spitfire i Hurricane, które biorą udział w częstych pokazach lotniczych.

## Lista eksponatów
- Aérospatiale-BAC Concorde 101, 1972, G-AXDN
- Airspeed Ambassador, 1947, G-ALZO
- Airspeed Oxford I, 1940, V3388/G-AHTW
- Amiot AAC-1 Toucan, 1935, 6313
- Auster AOP.9, 1954, XP281
- Auster AOP 9, 1954, XR241/G-AXRR
- Auster Autocrat J/1, G-AGTO
- Avro Anson I, 1935, N4877/G-AMDA
- Avro Anson C 19, 1935, TX226
- Avro Lancaster B X, 1942, KB889
- Avro Shackleton MR 3, 1949, XF708
- Avro Vulcan B 2, 1957, XJ824
- Avro York, 1942, G-ANTK
- Avro Canada CF-100 Canuck Mk 4, 1950, 18393
- BAC One-Eleven, 1963, G-AVMU
- BAC TSR-2, 1964, XR222
- Beechcraft Model 18 3 TM, 1937, G-BKGL
- Bell P-39 Airacobra, 1943, 42-62097, G-BTWR/269097
- Blackburn Beverly C 1, 1955, XB261
- Boeing B-17G Flying Fortress, 1942, 44-85784, G-BEDF
- Boeing B-17G Flying Fortress, 1942, 44-83735, F-BDRS
- Boeing B-52D Stratofortress, 1952, 56-0689
- Boeing TB-29A Superfortress, 1942, 44-61748/G-BHDK
- Boeing-Stearman PT-17 Kaydet, 1934, 41-8169, CF-EQS
- Bristol Beaufighter I, 1940
- Bristol Beaufighter XI, 1940
- Bristol Blenheim IV, 1936, G-BPIV/C o QY/L864 (?)
- Bristol Bolingbroke IV T, 9893
- Bristol F.2B Fighter, 1918, G-ACAA
- Bristol F.2B Fighter, 1918, E2581
- Bristol 312 Britannia, 1953, G-AOVT
- Bristol Scout, 1914
- Bücker Bü 131 Jungmann, 1934, G-BPTS
- Bücker Bü 133 Jungmeister, 1934, G-AYSJ
- Cessna OH-1 Bird Dog, 1951
- Cierva C.30, 1934, HM580/G-ACUU
- Colditz Cock, 1938
- Colt C2400 A, G-USUK
- Consolidated PBY-5A Catalina, 1939, 9754/VR-BPS
- Convair VT-29 Samaritan, 1947, 51-7899
- Curtiss P-40B Tomahawk, 194
- Dassault MD 454 Mystère IVA, 1952
- de Havilland DH.82 Tiger Moth, 1932, G-APAD
- de Havilland DH.89 Dragon Rapide, 1933, G-AGJG
- de Havilland DH.89 Dragon Rapide, 1933, G-AIYR
- de Havilland DH.89 Dragon Rapide, 1933, G-AKIF
- de Havilland DH.98 Mosquito T III, 1942, TV959
- de Havilland DH.98 Mosquito TT 35, 1942, TA719/G-ASKC
- de Havilland DH.104 Dove 6, 1945, G-ALFU
- de Havilland DH.106 Comet IV, 1949, G-APDB
- de Havilland DH.110 Sea Vixen FAW 2, 1956, XS576
- de Havilland DH.112 Sea Venom FAW 21, 1949, XG613
- de Havilland Trident 2 E, 1962, G-AVFB
- de Havilland DH.115 Vampire T 11, 1950, WZ590
- de Havilland Canada DHC-1 Chipmunk, 1946, 99
- de Havilland Canada DHC-2 Beaver AL 1, 1954, XP772
- Douglas C-47A Dakota, 1941, 43-15509/G-BHUB
- Douglas AD-4NA Skyraider, 1944, G-RAID
- English Electric Canberra B 2, 1950, WH725
- English Electric Lightning F 1 A, 1959, XM135
- Fairchild Republic A-10A Thunderbolt II, 1972, 77-0259
- Fairey Firefly I, Z2033/G-ASTL
- Fairey Gannet ECM 6, 1949, XG797
- Fairey Swordfish III, NF370
- Fieseler Fi 103 V1, 1940
- FMA IA 58 Pucará, 1985, A-549/ZD487
- Focke Achgelis Fa 330 A-1 Bachstelze, 1938, 100143
- Fokker Dr.I Dreidecker, 1917, G-ATJM
- General Dynamics F-111E, 1964, 67-0120
- Gloster Gladiator II, N5903
- Gloster Javelin FAW9, XH897
- Gloster Meteor F.4, 1945, VT260
- Gloster Meteor F.8, 1945, WK914
- Gloster Meteor F.8, 1945, WK991
- Goodyear FG-1D Corsair, NZ5648/NX55JP
- Goodyear FG-1D Corsair, 88297/G-FGID
- Grumman TBM-3E Avenger, 1940, 69372/CF-KCG
- Grumman F4F Wildcat, 1940, XV474
- Grumman F4F Wildcat, 1940, ZE359
- Grumman F4F Wildcat, 1940, 86711/N4845V
- Grumman F6F-5K Hellcat, 1942, 80141/G-BTCC
- Grumman F7F Tigercat, 1944, 80425
- Grumman F8F Bearcat, 1944, 121714/NX 700HL
- Handley Page Hastings C1A, 1948, TG528
- Handley Page Herald 201, 1965, G-APWJ
- Handley Page Hermes 4, G-ALDG
- Handley Page Victor B1A/K2P, 1957, XH648
- Hawker Fury ISS, G-BTTA
- Hawker Siddeley Harrier GR.3, 1969, XW763
- Hawker Siddeley Harrier GR.3, 1969, XZ133
- Hawker Hunter F.6A, 1954, XE627
- Hawker Hunter F.6A, 1954, XF375/G-BUEZ
- Hawker Hunter F.6A, 1954, XJ676
- Hawker Hurricane, 1937, XR O T
- Hawker Hurricane IV, 1937, KZ321/G-HURY
- Hawker Hurricane XII, 1937, Z7381/G-HURI
- Hawker Sea Hawk FB.5, 1951, WM969
- Hawker Sea Hurricane I B, 1937, Z7015/G-BKTH
- Hawker Sea Fury FB.11, 1947, VX653/G-BUCM
- Hawker Sea Fury T.205, 1947, D-CACY
- Hawker Typhoon, 1941
- Hispano HA-1112 Buchon, N9938
- Hunting Percival Jet Provost T4, 1954, XS183
- Hunting Percival Jet Provost T4, 1954, G-BWEB
- Jak-11, 1946, G-KYAK
- Jak-50, 1993, G-BTZB
- Jak 50, 1993, NX5224R
- Ła-11
- Lockheed T-33A3 Silver Star, 1949, 54-286, N33VC
- Lockheed T-33A3 Silver Star, 1949, 14286
- Lockheed U-2CT, 56-6692
- Max-Holste MH-1521 Broussard, 1957
- Messerschmitt Bf 109 G-2, 1941, G-USTV
- Messerschmitt Bf 109 G-10, 1941, D-FEHD
- Messerschmitt Me 163 B-1 Komet, 1944, 191660
- MiG-15, 1947, 3794
- MiG-15UTI, 1947, 622047/G-OMIG
- Mi-24D, NVA
- Miles M.14A Magister I, 1936, G-AFBS
- Morane-Saulnier MS-502, 1936, EI-AUY
- Morane-Saulnier MS-502, 1936, G-AZMH
- Morane-Saulnier MS-502, 1936, G-BPHZ
- Nord 1002 Pingouin II, 1936, G-ATBG
- North American T-6 Harvard II B, 1941, FE992/G-BDAM
- North American T-6 Harvard II B, 1941, FE695/G-BTXI
- North American T-6 Harvard II B, 1941, G-AZSC
- North American T-6 Harvard II B, 1941, FE984
- North American T-6 Harvard IV, 1941, 20385/G-BGPB
- North American AT-6D Texan, 1941, LN-AMY
- North American T-6G Texan, 1941, 114526/G-BRWB
- North American B-25D Mitchell, 1938, KL161/N88792
- North American P-51D Mustang, 1941, 44-731149 (ab 2000: 46-3221), G-BTCD
- North American P-51D Mustang, 1941, G-HAEC "Big Beautiful Doll"
- Northrop SD 1 Drone
- North American F-86A Sabre, 1954, 8178/G-SABR
- North American F-100D Super Sabre, 1956, 42165
- Percival Proctor III, 1939, LZ766/G-ALCK
- Piper L-4D Cub, 1940, G-AKAZ
- PZL TS-11 Iskra, 1960
- Republic P-47D Thunderbolt, 1940, 45-49494/N47DD
- Republic P-47D Thunderbolt, 1943
- Royal Aircraft Factory R.E.8, F3556
- Saab J35A Draken, 1955, Fv 35075
- Short Sunderland MR 5, 1938, ML796
- Slingsby Cadet TX3, XN239
- SPAD S.XIII, 1917, N9727V
- Supermarine Spitfire HF IX B, 1939, MH434/G-ASJV
- Supermarine Spitfire IX E, 1939, ML417/G-BJSG
- Supermarine Spitfire PR XI, 1939, PL965/G-MKXI
- Supermarine Spitfire FR XIV, 1943, MV293/G-SPIT
- Supermarine Spitfire XIV, 1943, RN201/SG-31
- Supermarine Spitfire XXII, 1943, PK624
- Supermarine Spitfire XXIV, 1943, VN485
- Supermarine Spitfire TR Mk. IX, 1939, ML407/G-LFIX
- Vickers Varsity T 1, 1949, WJ945/G-BEDV
- Vickers VC-10, 1962, G-ASGC
- Vickers Viscount 701, 1950, G-ALWF
- Westland Lysander III, 1938, V9673/G-LIZY
- Westland Wasp HAS 1, 1963, XS567
- Westland Wessex HAS 1, 1954, XS863
- Westland Whirlwind HAS 7, 1959, XK936